# Tour cycliste international de la Guadeloupe
Pour les articles homonymes, voir Tour de la Guadeloupe.
Le Tour cycliste international de la Guadeloupe est une compétition de cyclisme sur route par étapes disputée en Guadeloupe. 
Le Tour est international depuis 1979. Le Tour est une épreuve de l'UCI America Tour de 2005 à 2014 (excepté en 2013) ainsi qu'en 2021, puis de l'UCI Europe Tour en 2013, de 2015 à 2020 et à partir de 2022. Le Tour de Guadeloupe est classé comme épreuve de catégorie 2.2 depuis 2014. Il est par conséquent ouvert aux UCI ProTeams, aux équipes continentales, à des équipes nationales et à des équipes régionales ou de clubs. Les UCI WorldTeams (première division) ne peuvent pas participer.
La compétition est à la Guadeloupe ce que le Tour de France est à l'hexagone, une compétition cycliste faisant le tour de l'île et se déroulant chaque année au mois d'août. On peut dire que c'est l’événement le plus attendu de l'année en Guadeloupe avec plusieurs équipes invitées venant du monde entier.
L'édition 2020, initialement prévue du 31 juillet au 9 août, est annulée par le comité d'organisation de l'épreuve, le 30 avril, en raison de la pandémie de coronavirus.

## Historique
La première édition du Tour de la Guadeloupe a eu lieu en 1948, sur l'idée de Camille Jabbour, créateur et directeur du journal sportif Match et président du Comité cycliste régional de l'époque, afin de célébrer le centenaire de l'abolition de l'esclavage. Elle ne comportait que deux étapes, une faisant le tour de la Grande-Terre et une faisant le tour de la Basse-Terre. Le premier vainqueur du Tour est Robert Carlos, de l'Union Vélocipédique Canalienne.
Pour la première fois, une équipe métropolitaine intègre le Tour en 1961 et s'arroge les premières places du classement, avec la victoire de Jean Arze notamment. Depuis, les équipes métropolitaines amateurs sont régulièrement invitées par le comité d'organisation et disputent les premières places du classement. Les premières équipes sud-américaines sont arrivées en 1971 (avec le Costa Rica) et 1972 (avec les Colombiens qui marquent régulièrement le Tour, tout comme les Vénézuéliens).
Le Tour devient international en 1979, sa popularité grandissant d'années en années. Il est inscrit au calendrier de l'UCI à partir de 2005, en intégrant l'UCI America Tour puis l'UCI Europe Tour, et est classé 2.2 depuis 2014.
En 2008, c'est le Colombien Flober Peña qui a remporté pour la quatrième fois le tour après 2004, 2005 et 2007, imitant son compatriote Daniel Bernal qui l'a également remporté quatre fois, en 1995, 1999, 2000 et 2003.
En 2011, 20 ans après la dernière victoire guadeloupéenne (Molière Gène en 1991), le Guadeloupéen Boris Carène s'impose après avoir porté le maillot jaune de la deuxième à la dernière étape. Il récidive en 2015 et en 2018, devenant le Français et l'Européen le plus titré de cette compétition.
En 2023, c'est à nouveau un Guadeloupéen qui remporte le Tour de la Guadeloupe : Benjamin Le Ny, de l'Uni Sport Lamentinois, pour sa première participation. Il succède au double vainqueur du Tour Stefan Bennett malgré une dernière étape palpitante où il a virtuellement perdu son maillot jaune pendant quelques minutes.

## Palmarès
| Année              | Vainqueur                | Deuxième            | Troisième            |                  |
| ------------------ | ------------------------ | ------------------- | -------------------- | ---------------- |
| 1948               | Robert Carlosse          | Justin Dupalan      | Édouard Ursule       |                  |
| 1949               | Maxime Carlosse          | Robert Carlosse     | Édouard Ursule       |                  |
| 1950               | Maxime Carlosse          | Robert Carlosse     | Lucien Peston        |                  |
| 1951               | Camille Daridan          | Jules Houillier     | Thierry Michineau    |                  |
| 1952               | Camille Daridan          | Maxime Carlosse     | Édouard Ursule       |                  |
| 1953               | Alceste Farescour        | Pierre Antoine      | Audibert Nanette     |                  |
| 1954               | Maxime Benuffe           | Pierre Antoine      | Alceste Farescour    |                  |
| 1955               | René Cock                | Denis Bordelais     | Jules Houillier      |                  |
| 1956               | Maxime Benuffe           | Jules Houillier     | Pierre Antoine       |                  |
| 1957               | Sonore Ursule            | Erman Thésin        | Denis Bordelais      |                  |
| 1958               | Richard Bernard          | Sonore Ursule       | Erman Thésin         |                  |
| 1959               | Robert Bolus             | Gilbert Gibrien     | Sonore Ursule        |                  |
| 1960               | Robert Bolus             | Erman Thésin        | Samson Mayoute       |                  |
| 1961               | Jean Arze                | Pierre Suter        | Henri Belena         |                  |
| 1962               | André Seidler            | Gérard Nagau        | Robert Bolus         |                  |
| 1963 Pas de course |                          |                     |                      |                  |
| 1964               | Sylvère Cabrera          | Robert Bolus        | Turenne Landry       |                  |
| 1965 Pas de course |                          |                     |                      |                  |
| 1966               | Alain Pauline            | Roger Bordelais     | Bernard Doussaint    |                  |
| 1967               | Alain Pauline            | Roland Deveaux      | David Deloumeaux     |                  |
| 1968 Pas de course |                          |                     |                      |                  |
| 1969               | Saturnin Molia           | Roland Deveaux      | Jean-Claude René     |                  |
| 1970               | Régis Ovion              | Alain Pauline       | Saturnin Molia       |                  |
| 1971               | Gérard Annequin          | Roland Éloi         | Saturnin Molia       |                  |
| 1972               | Francisco Triana         | Abatuel Chitiva     | Valentin Claire      |                  |
| 1973               | Jacques Martinez         | Babylas Jacobin     | Maurice Duro         |                  |
| 1974               | Jacques Imbrogno         | Robert Charles      | Romain Gueppois      |                  |
| 1975               | Robert Charles           | Valentin Claire     | Alain Mayoute        |                  |
| 1976               | Louis Coquelin           | Alain Budet         | Jean-Michel Avril    |                  |
| 1977               | Valentin Claire          | Piero Civino        | Rolando Cartaya      |                  |
| 1978               | Valentin Claire          | Aldo Arencibia      | Charles Firpion      |                  |
| 1979               | Humbert Aristee          | Jean-Pierre Henrard | Guy Janiszewski      |                  |
| 1980               | Rosalien Pierre          | Raymond Perrin      | Jean-Pierre Unimon   |                  |
| 1981               | Mike Gutmann             | Francisco Rodríguez | Luc Morand           |                  |
| 1982               | Pablo Wilches            | Luc Morand          | André Massard        |                  |
| 1983               | Argemiro Bohórquez       | Luc Morand          | Roger Jeannette      |                  |
| 1984               | Julio César Cadena       | Richard Metony      | Luc Morand           |                  |
| 1985               | Éric Zubar               | Rosalien Pierre     | Maurice Amos         |                  |
| 1986               | Alberto Camargo          | Éric Zubar          | Gilles Faury         |                  |
| 1987               | Efraín Rico              | Álvaro Mejía        | Jesús Torres         |                  |
| 1988               | Leonardo Sierra          | José Villamizar     | Enrique Campos       |                  |
| 1989               | Alexis Méndez            | Jesús Torres        | Marco Masetti        |                  |
| 1990               | Robinson Merchán         | André Alexis        | Alexis Méndez        |                  |
| 1991               | Molière Gène             | Henry Ortiz         | Erwin Thijs          |                  |
| 1992               | Efraín Rico              | Jens Voigt          | Jair Bernal          |                  |
| 1993               | Julio César Aguirre      | Alexis Méndez       | Alekandras Ivanovas  |                  |
| 1994               | José Castelblanco        | Walter Bénéteau     | Peter Longbottom     |                  |
| 1995               | Daniel Bernal            | Christian Blanchard | Mickaël Pichon       |                  |
| 1996               | Walter Bénéteau          | Raúl Gómez          | Frédéric Mainguenaud |                  |
| 1997               | Philippe Mauduit         | Ismael Sarmiento    | Álvaro Sierra        |                  |
| 1998               | Régis Balandraud         | Ghislain Marty      | Daniel Bernal        |                  |
| 1999               | Daniel Bernal            | Vincent Klaes       | Lionel Lorgeou       |                  |
| 2000               | Daniel Bernal            | Julian Winn         | Flober Peña          |                  |
| 2001               | Rodolfo Camacho          | Carlos José Ochoa   | Daniel Bernal        |                  |
| 2002               | Frédéric Delalande       | Daniel Bernal       | Rodolfo Camacho      |                  |
| 2003               | Daniel Bernal            | Hugo Ferney Osorio  | Flober Peña          |                  |
| 2004               | Flober Peña              | Miguel Ubeto        | Nicolas Dumont       |                  |
| 2005               | Flober Peña              | Daniel Bernal       | Alexander Mironov    |                  |
| 2006               | Martin Prázdnovský       | Daniel Bernal       | Andrey Mizourov      |                  |
| 2007               | Flober Peña              | Nicolas Dumont      | Edwin Sánchez        |                  |
| 2008               | Flober Peña              | Cameron Evans       | Edwin Sánchez        |                  |
| 2009               | Nicolas Dumont           | Miguel Ubeto        | Edwin Sánchez        |                  |
| 2010               | Francisco Mancebo        | Boris Carène        | Edwin Sánchez        |                  |
| 2011               | Boris Carène             | Klaas Sys           | Carter Jones         |                  |
| 2012               | Ludovic Turpin           | Bruno Langlois      | Junya Sano           |                  |
| 2013               | Pierre Lebreton          | José Chacón         | Miyataka Shimizu     |                  |
| 2014               | John Nava                | Damien Monier       | Juan Murillo         |                  |
| 2015               | Boris Carène             | Diego Milán         | Antonio Pedrero      |                  |
| 2016               | Damien Monier            | Maxime Le Lavandier | José Chacón          |                  |
| 2017               | Sébastien Fournet-Fayard | Juan Murillo        | Žydrūnas Savickas    |                  |
| 2018               | Boris Carène             | Francisco Mancebo   | Yonathan Salinas     |                  |
| 2019               | Adrien Guillonnet        | Vadim Pronskiy      | Frederik Dombrowski  |                  |
| 2020               | annulé/abandonné         | annulé/abandonné    | annulé/abandonné     | annulé/abandonné |
| 2021               | Stefan Bennett           | Luis Mora           | Clément Braz Afonso  |                  |
| 2022               | Stefan Bennett           | Tom Donnenwirth     | Célestin Guillon     |                  |
| 2023               | Benjamin Le Ny           | Esneider Báez       | Tyler Stites         |                  |
| 2024               | Kevin Castillo           | Sebastián Castaño   | Sam Maisonobe        |                  |
| 2025               | Andrés Camilo Ardila     | Stefan Bennett      | Axel Taillandier     |                  |

## Victoires par pays
| Victoires | Pays                     |
| --------- | ------------------------ |
| 47        | France                   |
| 19        | Colombie                 |
| 5         | Venezuela                |
| 1         | Espagne Slovaquie Suisse |

## Classements et maillots
- Classement général au temps

Le maillot jaune récompense le leader du classement général. Il est remis sur le podium protocolaire à l'issue de chaque étape. Ce classement est parrainé par la région de la Guadeloupe.
- Classement par points

Le maillot vert récompense le leader du classement par points. Il est remis à l'issue de chaque étape. Bien souvent, il est remporté par un sprinteur, capable d'être régulier sur les arrivées massives ainsi que sur les sprints intermédiaires qui jalonnent le parcours. Ce classement est parrainé par le département de la Guadeloupe.
- Classement du meilleur grimpeur

Le maillot blanc à pois rouge récompense le coureur le plus régulier sur l'ensemble des côtes disséminées tout au long de la course. Il s'agit la plupart du temps d'un grimpeur ou d'un puncheur. Ce classement est parrainé par la CMA CGM depuis 2023.
- Classement du meilleur jeune

Le maillot blanc récompense le meilleur jeune de moins de 23 ans du classement général. Il est remis sur le podium protocolaire à l'issue de chaque étape. Ce classement est parrainé par la communauté d'agglomération La Riviéra du Levant depuis 2022.
- Classement du combiné

Le maillot bleu récompense le meilleur coureur classé dans tous les autres classements. Il s'agit d'un coureur complet et à l'aise sur tous les terrains. Il est remis sur le podium protocolaire à l'issue de chaque étape. Ce classement est parrainé par la société Corsair International.
- Classement des points chauds

Le maillot orange récompense le meilleur coureur sur les sprints intermédiaires. Il s'agit d'un classement par points. Il est remis sur le podium protocolaire à l'issue de chaque étape. Ce classement est parrainé par le Crédit mutuel depuis 2024.
- Classement de la combativité

Le dossard rouge récompense un coureur qui a marqué l'étape précédente et est élu le plus combatif par un jury de commissaires de la course. Auparavant, le classement était distingué par un maillot rose puis rouge. Il n'y a plus de remise du maillot depuis la 72e édition du Tour en 2023, seul le dossard est porté.
- Classement général par équipes

Le dossard jaune récompense la meilleure équipe au classement général. Le classement s'effectue en additionnant les temps des trois coureurs les mieux placés au général de chaque équipe et est calculé à chaque étape, sans se cumuler.